# Vasco Giannotti
Vasco Giannotti (Arezzo, 2 novembre 1942) è un politico italiano.

## Biografia
Esponente del Partito Comunista Italiano, è consigliere comunale ad Arezzo dal 1985 al 1990.
Alle elezioni politiche del 1992 viene eletto alla Camera nelle file del Partito Democratico della Sinistra nella Circoscrizione Siena-Arezzo-Grosseto.
Conferma il proprio seggio a Montecitorio alle politiche del 1994, venendo eletto con i Progressisti nel collegio di Arezzo; situazione che si ripete anche alle elezioni del 1996, nelle file dell'Ulivo. Termina il suo mandato parlamentare nel 2001. Contestualmente è attivo anche nella politica locale e dal 1993 al 1997 è consigliere comunale per il PDS a Castiglion Fibocchi.